# YUBA liga 1977-1978
La YUBA liga 1977-1978 è stata la 34ª edizione del massimo campionato jugoslavo di pallacanestro maschile. La vittoria finale è stata ad appannaggio del Bosna Sarajevo.

## Regular season
|     | Squadra               | G  | V  | P  | PF    | PS    | Pt. | Qualificazione |
| --- | --------------------- | -- | -- | -- | ----- | ----- | --- | -------------- |
| 1.  | Bosna Sarajevo        | 26 | 23 | 3  | 2.669 | 2.391 | 46  |                |
| 2.  | Partizan Belgrado     | 26 | 21 | 5  | 2.872 | 2.641 | 42  |                |
| 3.  | Jugoplastika Spalato  | 26 | 19 | 7  | 2.566 | 2.298 | 38  |                |
| 4.  | Brest Lubiana         | 26 | 18 | 8  | 2.544 | 2.368 | 36  |                |
| 5.  | Cibona Zagabria       | 26 | 14 | 12 | 2.444 | 2.355 | 28  |                |
| 6.  | Zadar                 | 26 | 13 | 13 | 2553  | 2515  | 26  |                |
| 7.  | Radnički Belgrado     | 26 | 13 | 13 | 2.478 | 2.509 | 26  |                |
| 8.  | Stella Rossa Belgrado | 26 | 12 | 14 | 2.396 | 2.452 | 24  |                |
| 9.  | Metalac Valjevo       | 26 | 11 | 15 | 2.271 | 2.262 | 22  |                |
| 10. | Borac Čačak           | 26 | 11 | 15 | 2.636 | 2.767 | 22  |                |
| 11. | Kvarner Rijeka        | 26 | 11 | 15 | 2.392 | 2.436 | 22  |                |
| 12. | Beko Belgrado         | 26 | 9  | 17 | 2.409 | 2.553 | 18  |                |
| 13. | Rabotnički Skopje     | 26 | 6  | 20 | 2.309 | 2.460 | 12  | retrocesse     |
| 14. | Dalvin                | 26 | 1  | 25 | 2.281 | 2.813 | 2   | retrocesse     |

| YUBA liga 1977-1978      |
| ------------------------ |
| Bosna Sarajevo 1º titolo |

## Formazione vincitrice
| N° | Naz.                  | Ruolo | Sportivo            |  | Alt. |  |
| -- | --------------------- | ----- | ------------------- |  | ---- |  |
|    | Jugoslavia (bandiera) |       | Rođeni Krvavac      |  |      |  |
|    | Jugoslavia (bandiera) | A     | Ante Đogić          |  | 201  |  |
|    | Jugoslavia (bandiera) | C     | Predrag Benaček     |  |      |  |
|    | Jugoslavia (bandiera) |       | Boško Bosiočić      |  |      |  |
|    | Jugoslavia (bandiera) |       | Nihad Izić          |  |      |  |
|    | Jugoslavia (bandiera) | C     | Ratko Radovanović   |  | 208  |  |
|    | Jugoslavia (bandiera) |       | Mladen Ostojić      |  |      |  |
|    | Jugoslavia (bandiera) | A     | Žarko Varajić       |  | 202  |  |
|    | Jugoslavia (bandiera) | G     | Mirza Delibašić     |  | 197  |  |
|    | Jugoslavia (bandiera) |       | Dragan Zrno         |  |      |  |
|    | Jugoslavia (bandiera) | P     | Sabit Hadžić        |  | 188  |  |
|    | Jugoslavia (bandiera) | P     | Svetislav Pešić     |  | 196  |  |
|    | Jugoslavia (bandiera) | C     | Sabahudin Bilalović |  | 208  |  |
|    | Jugoslavia (bandiera) |       | Sulejman Duraković  |  |      |  |
|    | Jugoslavia (bandiera) | All.  | Bogdan Tanjević     |  |      |  |